# وینلند (کانزاس)
وینلند (به انگلیسی: Vinland) یک منطقهٔ مسکونی در ایالات متحده آمریکا است که در شهرستان داگلاس، کانزاس واقع شده‌است. وینلند ۲۷۰٫۹۷ متر بالاتر از سطح دریا واقع شده‌است.